# Скритниця
Скритниця, житниця, гусятниця (Crypsis Ait.) — рід однорічних рослин з родини злакових.

## В Україні
В Україні — 3 види. Ростуть на сирих, часто засолених ґрунтах, на берегах водойм, утворюючи великі зарості. Скритницю їдять сільськогосподарські тварини, водоплавні птахи.
Найпоширеніші: скритниця колюча (Crypsis aculeata (L.) Ait.), скритниця комишовидна (Crypsis schoenoides (L.) Lam.).

## Види
- Crypsis aculeata — скритниця колюча
- Crypsis acuminata
- Crypsis alopecuroides — скритниця китникова
- Crypsis factorovskyi
- Crypsis hadjikyriakou
- Crypsis minuartioides
- Crypsis schoenoides — скритниця комишовидна
- Crypsis turkestanica
- Crypsis vaginiflora